# Stara Synagoga w Złotowie
Stara Synagoga w Złotowie – nieistniejąca synagoga, która znajdowała się w Złotowie pośrodku ówczesnego Rynku Zielnego (niem. Krautmarkt), obecnie zwanego placem Ignacego Jana Paderewskiego.
Szachulcowa synagoga została zbudowana około 1809 roku. Zastąpiła ona poprzednią synagogę, znajdującą się po północnej stronie placu. W 1878 roku została rozebrana, a na jej miejscu wzniesiono nową synagogę.